# Toronto Camera Club

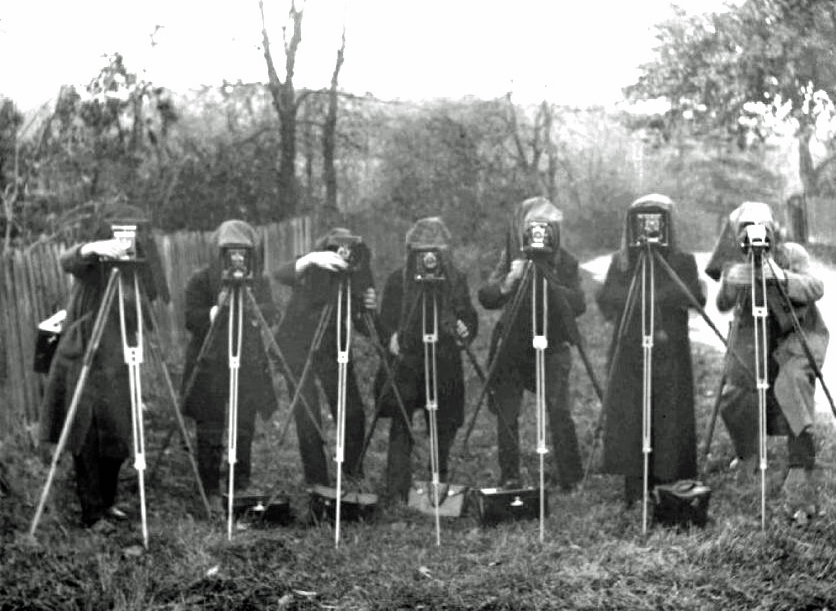
Edwin Haynes: Toronto Camera Club

Toronto Camera Club (TCC) je nejstarší fotografický klub v Kanadě, založený v roce 1888. Jeho cílem je „studovat a podporovat umění fotografie ve všech jeho odvětvích“. Nachází se v Torontu .

## Historie
Fotografická sekce, která začala fungovat jako specializovaná sekce Královského kanadského institutu (Royal Canadian Institute, RCI), se v roce 1888 stala nezávislou organizací. Organizace, která se původně jmenovala Toronto Amateur Photographic Association, změnila v roce 1891 svůj název na Toronto Camera Club. V tomto roce klub začal vystavovat exponáty prací svých členů.
Klub uspořádal svůj první „Toronto International Salon of Photography“ v květnu 1892 s 99 vystavenými tisky. Do roku 1929 Salon obdržel přes 1200 příspěvků z 35 zemí. Toho roku bylo k výstavě vybráno 370 tisků.
V roce 1895 klub umožnil ženám vstup s omezenými výsadami. V roce 1942 začal TCC přijímat ženy za členství s plnými výsadami. V roce 1952 klub zvolil Evelyn Andrusovou jako svou první prezidentku.

## Afiliace
Toronto Camera Club je přidružen ke Kanadské asociaci pro fotografické umění (Canadian Association for Photographic Art, CAPA), Photographic Society of America (PSA) a Ontarijské radě fotografických klubů (Ontario Council of Camera Clubs, OCCC).

## Galerie

Newton MacTavish: portrét M. O. Hammonda v prostorách Toronto Camera Clubu
Newton MacTavish: portrét M. O. Hammonda v prostorách Toronto Camera Clubu